# مترسک (فیلم ۱۹۸۸)
«مترسک» (انگلیسی: Scarecrows) یک فیلم ترسناک آمریکایی به کارگردانی و نویسندگی ویلیام وسلی محصول سال ۱۹۸۸ است. 